# Merinotus basalis
Merinotus basalis är en stekelart som beskrevs av Szepligeti 1914. Merinotus basalis ingår i släktet Merinotus och familjen bracksteklar. Inga underarter finns listade i Catalogue of Life.